# Chypre au Concours Eurovision de la chanson 2025
Vous êtes invité à donner votre avis sur cette page de discussion, de manière argumentée en vous aidant notamment des critères d’admissibilité ou en présentant des sources extérieures et sérieuses.  
Après avoir apposé le modèle {{Admissibilité}} sur une page, suivez les étapes expliquées sur Wikipédia:Débat d'admissibilité/Aide :
| 1. | Créez la page de débat d'admissibilité.                                                                      | Sauvegardez d’abord la page pour l’initialiser puis indiquez votre motivation.                                          |
| 2. | Important : ajoutez une entrée dans la section Débat d'admissibilité du jour.                                | Utilisez ce texte : *{{L\|Chypre au Concours Eurovision de la chanson 2025}}                                            |
| 3. | Pensez à informer les contributeurs principaux de la page et les projets associés lorsque cela est possible. | Utilisez ce texte : {{subst:Avertissement débat d'admissibilité\|Chypre au Concours Eurovision de la chanson 2025}}~~~~ |

Chypre est l'un des trente-sept pays participants du Concours Eurovision de la chanson 2025, qui se tient du 13 au 17 mai 2025 à Bâle en Suisse.

Le pays est représenté par Theo Evan avec sa chanson Shh.

## Sélection
La recherche d'un candidat chypriote pour l'Eurovision a commencé dès juillet 2024. Il est rapporté que le diffuseur CyBC est à la recherche d'un artiste résidant à Chypre, contrairement à ses deux représentants précédents (Andrew Lambrou en 2023 et Silia Kapsis en 2024, qui résident tous les deux en Australie). Le 2 septembre 2024, Theo Evan est finalement annoncé comme le représentant chypriote au Concours. Sa chanson, intitulée Shh, est dévoilée le 11 mars 2025,. 

## À l'Eurovision
Chypre participe à la première demi-finale le mardi 13 mai 2025, et est le dernier des quinze pays à présenter sa chanson sur scène. Le pays termine 11e avec 44 points et ne se qualifie pas pour la finale du 17 mai, ne finissant pas dans les 10 premiers.

### Retransmission
Les trois soirées du Concours sont retransmises sur RIK 1, avec les commentaires de Melina Karageorgiou et Alexandros Taramountas,, ainsi qu'à la radio sur RIK Tritou.

### Votes
Les cinq membres du jury chypriote sont:
- María Hári, musicienne;
- Michaíl Messiós, musicien;
- Élena Olympíou, animatrice de radio et actrice;
- Cháris Sávva, chanteuse;
- Charíklia Stroúthou, musicienne.

Leur porte-parole lors de la finale est Loukas Hamatsos.

#### Points attribués par Chypre
Première demi-finale
| 12 points | Ukraine     |
| 10 points | Pays-Bas    |
| 8 points  | Estonie     |
| 7 points  | Islande     |
| 6 points  | Norvège     |
| 5 points  | Suède       |
| 4 points  | Pologne     |
| 3 points  | Albanie     |
| 2 points  | Saint-Marin |
| 1 point   | Slovénie    |

Finale
| 12 points | Grèce       |
| 10 points | France      |
| 8 points  | Pays-Bas    |
| 7 points  | Autriche    |
| 6 points  | Suisse      |
| 5 points  | Israël      |
| 4 points  | Albanie     |
| 3 points  | Italie      |
| 2 points  | Suède       |
| 1 point   | Saint-Marin |

| 12 points | Grèce    |
| 10 points | Israël   |
| 8 points  | Ukraine  |
| 7 points  | Estonie  |
| 6 points  | Autriche |
| 5 points  | Norvège  |
| 4 points  | Pologne  |
| 3 points  | France   |
| 2 points  | Arménie  |
| 1 point   | Pays-Bas |

#### Points attribués à Chypre
Première demi-finale
| 12 points           | 10 points | 8 points | 7 points | 6 points | 5 points             | 4 points | 3 points | 2 points | 1 point |
| ------------------- | --------- | -------- | -------- | -------- | -------------------- | -------- | -------- | -------- | ------- |
| Télévote            |           |          |          |          |                      |          |          |          |         |
| Albanie Azerbaïdjan | Slovénie  |          |          |          | Portugal Saint-Marin |          |          |          |         |

Chypre totalise ainsi 44 points, se classe 11e et manque donc la qualification de peu, 2 points derrière Saint-Marin.